# Нушић на филму
„Нушић на филму” је југословенски ТВ филм из 1974. године. Режирала га је Соја Јовановић а сценарио је написао Милош Николић по делу Бранислава Нушића.

## Улоге
| Глумац        | Улога           |
| ------------- | --------------- |
| Љубомир Дидић | Бранислав Нушић |